# Pietro Loretelli
Pietro Loretelli (Sassoferrato, 2 agosto 1915 – Roma, 24 ottobre 1973) è stato un generale italiano, vice comandante dell'Arma dei Carabinieri dal 31 dicembre 1970 al 6 aprile 1972 e dal 24 agosto 1972 al 30 dicembre 1972.

## Biografia
Laureato in giurisprudenza, diplomato all'Accademia Militare di Modena, cavallerizzo e schermitore, entrò poco prima della guerra nell'Arma dei Carabinieri. Il giorno 8 settembre del 1943, ventottenne e capitano, si trovava a Roma al comando di una caserma vicino a Piazza Ungheria. Udito alla radio dell'Armistizio, si precipitò in caserma per avvertire i suoi sottoposti affinché non entrassero, salvandoli così dalle retate naziste. Poi, in borghese, lasciò la capitale, ritornando con mezzi di fortuna a Sassoferrato, dove il padre Sebastiano, insieme ad altri, aveva già formato il nucleo locale del Comitato di Liberazione Nazionale. Appena arrivato, Pietro si unì ai partigiani che operavano sui monti della zona e l'anno successivo sostituì il comandante 'Ferruccio' al comando dei 5 gruppi di partigiani della zona di Sassoferrato.
Nel 1947, in epoca di irredentismo altoatesino, ebbe il comando della zona di Bressanone; nel 1951 fu inviato a Rovigo per affrontare l'emergenza dell'alluvione in Polesine. Nel 1954, anno in cui Trieste fu restituita all'Italia, assunse il comando Carabinieri di quella città.
Poi fu a Bolzano, dovendosi confrontare nuovamente con l'irredentismo altoatesino; a Napoli; a Roma.
Il 31 dicembre 1970 fu nominato Vice Comandante Generale, massimo della carriera allora raggiungibile da un ufficiale dei Carabinieri, mantenendo la carica fino al 6 aprile 1972.
Morì a Roma all'età di 58 anni.